# Върховръх (хижа)
Върховръх е туристическа хижа, намираща сe в рид Върховръх в Западните Родопи. 
Представлява двуетажна сграда със стаи и апартаменти. Има асфалтиран път до хижата от град Перущица. В съседство с хижата се намира вилна зона „Върховръх”.

## Съседни обекти
- връх Връховръх – 15 минути
- хижа Академик – 4 часа
- хижа Чурен (неработеща) – 30 минути
- хижа Бряновщица – 2,30 часа
- хижа Персенк – 5 часа

## Изходни точки
- град Перущица – 5 часа по пътека или 23 километра по асфалтиран път